# بودا فايروكانا الجالس (بلغكسا)
تمثال بودا فايروكانا الجالس في معبد بلغكسا (بالكورية: 불국사 금동비로자나불좌상) هو الكنز الوطني الكوري رقم 26 واختير كذلك في سنة 1962.